# حارة المدرسة الفنية -غرقة الصي (صنعاء)

تعديل مصدري - تعديل

حارة المدرسة الفنية -غرقة الصي هي إحدى حارات حي الوحدة بمديرية الوحدة إحد مديريات العاصمة اليمنية صنعاء، بلغ تعداد سكانها 1262 نسمة حسب تعداد اليمن لعام 2004.